# Maryse Ouellet
Maryse Ouellet (n. 21 ianuarie 1983) este un model francezo-canadian și wrestler profesionist, cunoscută mai simplu ca Maryse. A lucrat ca Wrestler în WWE din 10 iulie 2006 până pe 28 octombrie 2011. În prezent, lucrează în WWE însoțindul pe The Miz la meciuri.

## Carieră

### World Wrestling Entertainment / WWE (2006-2011)

#### Diva Search
În vara lui 2006, Maryse s-a prezentat l-a Diva Search din WWE. A ajuns într-e primele 8 dar pe 24 iulie la Raw, a fost eliminată din acest concurs. În ciuda eliminări, a fost invitată la un antrenament în centrul de dezvoltare a WWE Ohio Valley Wrestling. 

#### Teritoriu de dezvoltare (2006-2007)
Maryse a semnat oficial un contrat cu teriotoriul de dezvoltare a WWE pe 24 august 2006. Debutul său în ring a fost într-un house show pe 16 decembrie 2006 formând echipă cu Katie Lea, Kelly Kelly și Victoria Crawford pentru a le învinge pe ODB, Milena Roucka, Josie, Beth Phoenix și Melody. Începând din octombrie 2007, a făcut apariți sporadice în SmackDown.

#### 2008-2009
Maryse a început să apară mai des începând cu luna martie din 2008, cu un personaj heel. Debutul său televizat a fost într-o luptă cu Cherry, unde a fost învinsă. În schimb a câștigat o revanșă după câteva săptămâni. În următoarele săptămâni a făcut echipă cu Victoria și Natalya pentru a lupta cu Maria, Michelle McCool și Cherry.
La Unforgiven a pierdut șansa de a câștiga Campionatul Divelor împotriva lui Michelle McCool. A fost învinsă din nou pe 19 septembrie la SmackDown. După asta, Maryse nu a mai apărut în nici un show timp de aproape o lună.
Maryse s-a întors la Survivor Series, eliminându-le pe Mickie James, Kelly Kelly și Candice Michelle înainte de a fi eliminată de Beth Phoenix. A mai participat într-un meci pe echipe la Armageddon formând echipă cu Natalya, Victoria și Jillian unde nu au ieșit câștigătoare împotriva lui McCool, James, Kelly și Maria. Într-un final după ce o învinge pe Maria mai primește o șansă la Campionatul Divelor, care se face efectivă la SmackDown pe 22 decembrie 2008, unde se proclamă campioană după ce îi aplica manevra sa French TKO lui McCool.
Pe 27 martie a păstrat titlul împotriva lui McCool facânduși revenirea în WWE Gail Kim, având cu aceasta o mică rivalitate dar Maryse a învins-o. La WrestleMania 25 a participat în Divas Miss fiind Santina Marella învingătoarea. La ediția de Raw din 19 aprilie, Maryse a fost transferată de la SmackDown la Raw ca parte a Draftului din 2009 devenind astfel campionatul său exclusiv a mărci Raw. Și-a făcut debutul pe 27 aprilie, formând o echipă cu Beth Phoenix, Rosa Mendes și Jillian Hall fiind învinse de Mickie James, Marella, Brie Bella și Kelly Kelly. În noua sa marcă a păstrat titlul de douo ori împotriva lui Kelly Kelly. Apoi a început o rivalitate cu noua pretendentă a titlului său Mickie James. La Night of Champions, Maryse a pierdut campionatul în fața lui Mickie. După asta, Maryse a fost operată la genunchiul său. Și-a făcut întoarcerea la RAW pe 23 noiembrie, atacând-o pe campioana divelor Melina.

#### 2010-2011
După asta, a participat într-un turneu pentru a corona noua Campioană a Divelor. Pe 4 ianuarie la RAW, a învins-o pe Brie Bella în sferturi și pe 25 ianuarie pe Eve Torres în semifinală. La Elimination Chamber trebuia să lupte cu Gail Kim pentru titlu dar Vickie Guerrero a schimbat meciul la unul pe echipe. La eveniment a fost învinsă de către McCool și Layla iar după meci a atacat-o pe Kim cu un French Kiss. Pe 22 februarie la Raw, a învins-o pe Kim câștigând Campionatul Divelor pentru a doua oară în carieră. Maryse a participat la WrestleMania 26 în echipa lui Vickie împotriva echipei lui Beth Phoenix fiind echipa sa cea câștigătoare. Pe 12 aprilie la Raw a fost învinsă de Eve Torres pierzându-și titlul. A avut revanșa la Over the Limit, dar nu a reușit să îl recupereze. Pe 7 iunie 2010 a câștigat un Battle Royal, reușind o șansă la titlu la Fatal 4-Way împotriva lui Torres, Kim și Alicia Fox. La eveniment a fost învinsă fiind Fox câștigătoarea meciului. Apoi a început să fie însoțitoarea lui Ted DiBiase. La Bragging Rights i-a învins alături de DiBiase pe Aksana și Goldust.
Pe 31 ianuarie la Raw s-a separat de DiBiase iar de atunci nu a mai avut un rol important într-e dive. A început o alianță cu Melina având meciuri pe echipe împotriva lui Kim, Torres sau Kelly. Pe 13 iunie la episodul de Raw All-Star a făcut echipă cu Melina, Gemenele Bella, Mendes, Fox și Tamina dar au fost învinse de Kelly, Phoenix, Natalya, Torres, AJ Lee, Kaitlyn și Kim. Pe 1 august a anunțat ca va sta inactivă un timp din cauza unei accidentări abdominală. Pe 28 octombrie 2011 a fost concediată din companie.